# 성기라
성기라(1997년 1월 29일 ~ )은 대한민국의 여자 주짓수 선수이다.

## 경력
- 2018년 제18회 자카르타-팔렘방 아시안게임 주짓수 국가대표

## 수상
- 2018년 제18회 자카르타-팔렘방 아시안게임 주짓수 여자 -62㎏급 금메달